# Deuterotypus congolensis
Deuterotypus congolensis là một loài tò vò trong họ Ichneumonidae.